# Порембович, Эдвард
Эдвард Порембо́вич (пол. Edward Porębowicz; 20 февраля 1862, Варшава — 24 августа 1937, Львов) — польский прозаик, поэт, переводчик, литературный критик, историк романской словесности. Педагог, профессор, доктор наук (с 1890).
Ректор Львовского университета (1924—1926). Действительный член Польской академии знаний. Почётный доктор Университета в Познани (с 1932). Почётный профессор Львовского университета.

## Биография
Изучал философию в Ягеллонском университете. Позже, в 1880—1888 годы германистику, романистику и англистику в университетах Берлина, Мюнхена, Монпелье, Барселоны и Флоренции. В 1932 году получил докторскую степень в Вене. В 1896—1897 годах обучался в Сорбонне и Коллеж де Франс в Париже, где проводил научные исследования в области средневековой литературы.
С 1899 года — профессор Львовского университета, ректор университета с 1924 по 1926 год.
После Первой мировой войны преподавал в Варшавском университете.
Первый исследователь и заведующий архива Львовского магистрата. Основал в 1906 году «Общество любителей прошлого Львова» («Towarzystwo Milosników Przeszlości Lwowa»). Именно тогда его монография «Львовская ратуша» («Ratusz lwowski») открыла новую издательскую серию «Львовская библиотека» («Biblioteka Lwowska»), впоследствии там же появились другие его популярные книги о жизни древнего города.
Член Научного общества в Варшаве и Львове. В период проникновения модернизма в польскую культуру (Молодая Польша) занимался изучением малоизвестной литературы Европы, в частности, средневековой французской и итальянской литературы, испанской литературы барокко, оказал значительное влияние на культурную жизнь польского общества.
Автор монографий: «Святой Франциск Ассизский» (1899), «Данте» (1906), «Исследований по истории средневековой литературы» (1904), «Новая красота Средневековья» (1916 г.), ряда работ по польской литературе: «Ян Анджей Морштын, представитель барокко в польской поэзии» (1893), «Себастьян Грабовецкий и его взгляды» (1894), «Польская поэзия нового века» (Литературный дневник, 1902). Соавтор энциклопедической «Истории всемирной литературы» (т. 1-4, 1880—1897) и «Большой всемирной литературы» (т. 1-5, 1930—1933).
Занимался переводами народных песен кельтов, германцев, романских авторов, опубликованных в антологиях в 1909 году, издал «Антологию провансальской литературы», «Избранную поэзию трубадуров и фелибров XI—XIX века» (1887).
Кроме того, перевёл на польский язык «Божественную комедию» А. Данте (1899—1906), произведения Шекспира, Кальдерона, Г. Байрона, Г. Леопарди.
Был действительным и почётным членом многих научных обществ (в том числе, Союза польских писателей). В 1909 году, стал действительным членом Общества содействия развитию польской науки.
Умер во Львове и похоронен на Лычаковском кладбище.
Сын — Стефан Порембович, польский архитектор.

## Награды
- Командорский Крест ордена Возрождения Польши
- Командор ордена Короны Италии
- Золотая лавровая ветвь Польской академии литературы